# Naoenet

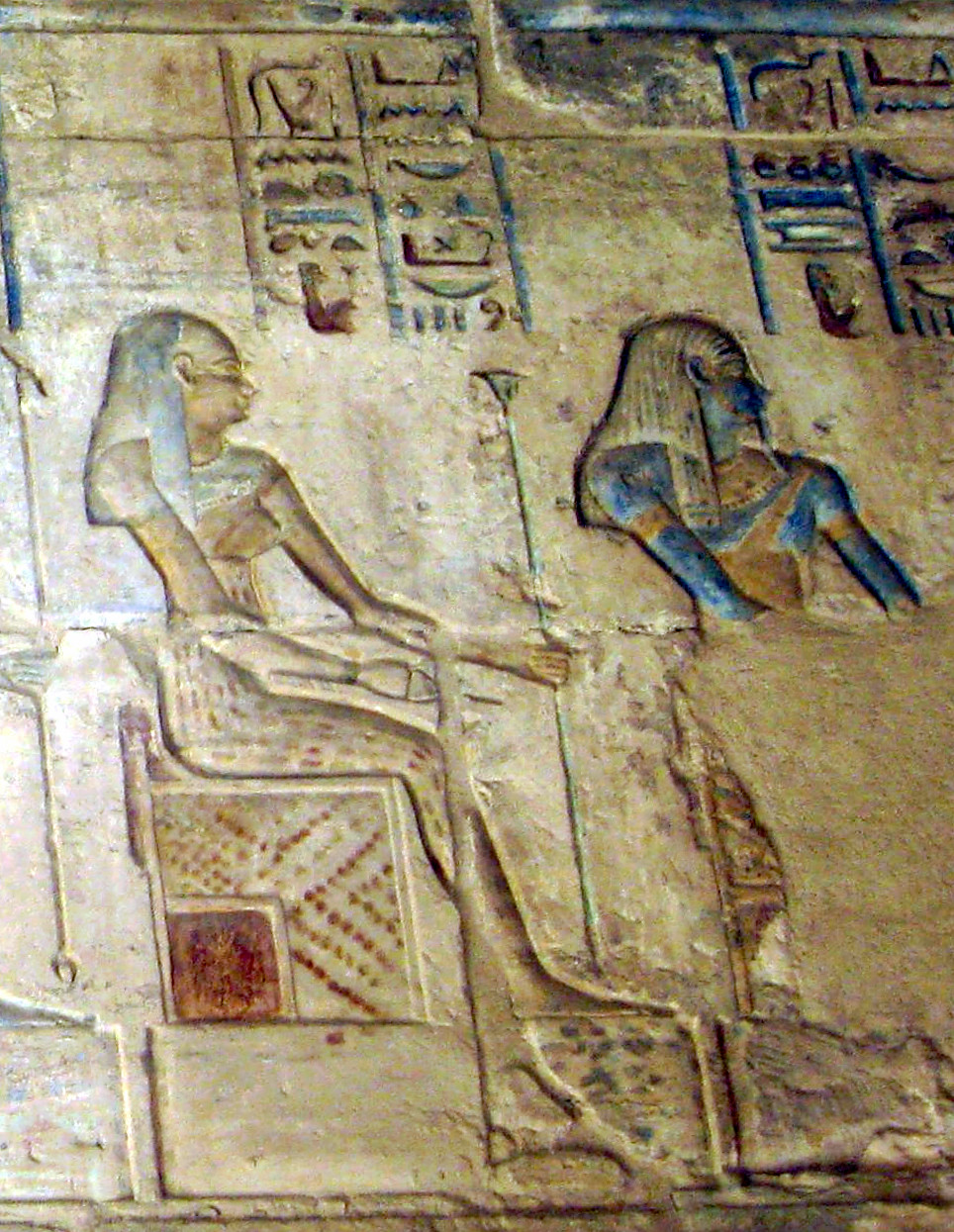
Naoenet en Noen

Naoenet of Noenet was in de Egyptische mythologie de aanduiding voor het oerwater, met als mannelijke tegenhanger Naoe of Noen. Samen vormden zij het belangrijkste van de vier oergodenparen van de Ogdoade van Hermopolis.
Het oerwater werd beschreven als 'de onmetelijke duisternis'. Daarin verscheen een bliksemflits, die zorgde dat het licht ontstond waaruit al het leven kon voortkomen. Ook de goden ontstonden hieruit.
De godin, het vrouwelijk aspect van de godheid die de oerruimte, de oeroceaan vertegenwoordigde, werd voorgesteld als een slang of als een vrouw met slangenkop. De oerruimte Noen was de vergoddelijkte voorstelling van deze waterige afgrond. In de Ogdoadekosmogonie betekent de naam ook afgrond.
Als concept werd aanvankelijk geen geslacht aan (het) Noen toebedacht, maar zoals dat mettertijd met alle Egyptische godheden gebeurde, werden bepaalde aspecten met hetzij het mannelijke hetzij het vrouwelijke geassocieerd. Noenet is dan ook gewoon de naam Noen met de .t als achtervoegsel, wat in het algemeen staat voor de vrouwelijke vorm van een woord. Het mannelijke aspect Noen kreeg de totemvoorstelling van een kikker of een man met kikkerkop.
Evenmin als voor de andere ogdoadeconcepten waren er tempels noch cultuscentra voor deze alleroudste godheden. Noen of Noenet werd wel soms als voorstelling geconcretiseerd in de aanleg van een heilige meer of, zoals in Abydos, van een ondergrondse stroom.
Noen wordt afgebeeld met hoog oprijzende armen die de zonnenboot of bark dragen waarin de acht oudste godheden plaats hebben genomen, met in het midden de scarabeeëngod Khepri als symbool van regeneratie, en omgeven door de zeven andere.